# Линь, Шарль де (1759)
Принц Шарль Жозеф Антуан Эмманюэль Ламораль Гислен де Линь (фр. Charles Joseph Antoine Emmanuel Lamoral Ghislain, prince de Ligne, 25 ноября 1759, Брюссель, Австрийские Нидерланды — 14 сентября 1792, Ла-Круа-о-Буа, Королевство Франция) — полковник австрийской службы из рода Линь.

## Биография
Старший сын и потенциальный наследник князя Шарля-Франсуа-Жозефа де Линя (1735—1814) и его супруги Марии Франциски Ксавьеры фон Лихтенштейн (1739—1821). 
В 1772 году в тринадцать лет поступил на военную службу лейтенантом австрийского Инженерного корпуса. 19 января 1784 года в качестве одного из первых пассажиров в истории воздухоплавания участвовал в 15-минутном полёте воздушного шара братьев Монгольфе в пригороде Лиона. В том же году получил чин ротмистра драгунского полка принца Д’Аренберга, в 1786 году был произведён в майоры и вернулся в Инженерный корпус с производством в майоры. 
Участвовал в русско-австро-турецкой войне 1787—1791 годов: в марте 1788 года возглавил строительство редутов Болефзе (Boliefze) на реке Сава в Сербии, в апреле 1788 года отличился при штурме города Шабац, где во главе сербских волонтёров первым забрался на городские стены, за что был произведён в подполковники и был лично отмечен императором Иосифом II, 24 апреля 1788 года получил орден Марии Терезии. 
В декабре 1789 года был произвёден в полковники и был прикомандирован к штабу русской армии Румянцева в Бессарабии для руководства строительством укреплений на горе Алибек. Затем волонтёром участвовал под командованием Суворова в кампании 1790 года, отличился при штурме Измаила, во время которого состоял в 3-й штурмовой колонне и был ранен пулей в бедро. Получил орден Святого Георгия 3-го класса (25 марта 1791 года).
В мае 1792 года принял участие в войне против революционной Франции и 14 сентября 1792 года был убит французским ядром в бою у Ла-Круа-о-Буа.

## Семья
С 29 июля 1779 года был женат на польской княжне Елене-Аполонии Масальской (1763—1815), дочери князя Юзефа Адриана. Их дочь Сидония Франсуаза Шарлотта (1786—1828) в 1807 году стала женой графа Франца Потоцкого. 
От связи с известной актрисой Мадемуазель Флери (1766—1818) имел внебрачную дочь Фанни-Кристину по прозвищу Титин (Titine; 1788—1867), узаконенную своим дедом в 1810 году и получившую право именоваться Фанни-Кристина де Линь.